# جيمي هيوز (موسيقي)
جيمي هيوز (بالإنجليزية: Jimmy Hughes)‏ هو موسيقي وكاتب أغاني أمريكي، ولد في 3 فبراير 1938 في ليتون في الولايات المتحدة.

## وصلات خارجية
- جيمي هيوز على موقع ميوزك برينز (الإنجليزية)
- جيمي هيوز على موقع أول ميوزيك (الإنجليزية)
- جيمي هيوز على موقع ديسكوغز (الإنجليزية)